# Gibsoniothamnus parvifolius
Gibsoniothamnus parvifolius är en tvåhjärtbladig växtart som beskrevs av K. Barringer. Gibsoniothamnus parvifolius ingår i släktet Gibsoniothamnus och familjen Schlegeliaceae. Inga underarter finns listade i Catalogue of Life.